# Hong Kong ai Giochi della XXXII Olimpiade
Hong Kong ha partecipato ai Giochi della XXXII Olimpiade, che si sono svolti a Tokyo, Giappone, dal 23 luglio all'8 agosto 2021 (inizialmente previsti dal 24 luglio al 9 agosto 2020 ma posticipati per la pandemia di COVID-19) con una delegazione di 46 atleti impegnati in 13 discipline.

## Medaglie

### Medagliere per disciplina
| Sport        | Oro | Argento | Bronzo | Totale |
| ------------ | --- | ------- | ------ | ------ |
| Scherma      | 1   | 0       | 0      | 1      |
| Nuoto        | 0   | 2       | 0      | 2      |
| Tennistavolo | 0   | 0       | 1      | 1      |
| Karate       | 0   | 0       | 1      | 1      |
| Ciclismo     | 0   | 0       | 1      | 1      |
| Totale       | 1   | 2       | 3      | 6      |

### Medaglie d'oro
| Medaglia | Nome           | Sport   | Evento   |
| -------- | -------------- | ------- | -------- |
| Oro      | Cheung Ka Long | Scherma | Fioretto |

### Medaglie d'argento
| Medaglia | Nome            | Sport | Evento                           |
| -------- | --------------- | ----- | -------------------------------- |
| Argento  | Siobhán Haughey | Nuoto | 200 metri stile libero femminili |
| Argento  | Siobhán Haughey | Nuoto | 100 metri stile libero femminili |

### Medaglie d'bronzo
| Medaglia | Nome                                        | Sport        | Evento        |
| -------- | ------------------------------------------- | ------------ | ------------- |
| Bronzo   | Doo Hoi Kem Lee Ho Ching Minnie Soo Wai Yam | Tennistavolo | Squadre donne |
| Bronzo   | Grace Lau                                   | Karate       | Kata donne    |
| Bronzo   | Lee Wai Sze                                 | Ciclismo     | Velocità      |

## Delegazione
| Sport            | Uomini | Donne | Totale |
| ---------------- | ------ | ----- | ------ |
| Atletica leggera | 1      | 1     | 2      |
| Badminton        | 2      | 2     | 4      |
| Canottaggio      | 0      | 1     | 1      |
| Ciclismo         | 1      | 5     | 6      |
| Equitazione      | 1      | 0     | 1      |
| Golf             | 0      | 1     | 1      |
| Ginnastica       | 1      | 0     | 1      |
| Karate           | 0      | 1     | 1      |
| Nuoto            | 2      | 7     | 9      |
| Scherma          | 4      | 4     | 8      |
| Tennistavolo     | 4      | 4     | 8      |
| Triathlon        | 1      | 0     | 1      |
| Vela             | 1      | 2     | 3      |
| Totale           | 18     | 28    | 46     |